# Ditta myricoides
Ditta myricoides är en törelväxtart som beskrevs av August Heinrich Rudolf Grisebach. Ditta myricoides ingår i släktet Ditta och familjen törelväxter. Inga underarter finns listade i Catalogue of Life.